# 1988년 하계 올림픽 양궁 남자 단체
1988년 하계 올림픽 양궁 남자 단체전은 대한민국 서울특별시 육군사관학교 화랑양궁장에서 열렸다.

## 경기 방식
이번 대회부터 그랜트 FITA 방식이 도입되었다. 오픈 라운드에서 참가 선수는 30m, 50m, 70m, 90m 4개의 거리에 각각 36발씩 쏜다. 오픈 라운드 종료 이후 각 나라의 참가 선수 점수를 합하여 점수가 높은 12팀이 단체전 준결승에 진출한다. 준결승에서는 4개의 거리에 3명의 선수가 각각 9발, 거리별로 총 27발씩을 쏘며, 총점 1080점 중 가장 높은 점수를 기록한 8개의 팀이 결승에 진출한다. 결승전에서도 같은 방식으로 진행되며 최종점수 1등, 2등, 3등이 각각 금메달, 은메달, 동메달을 받는다.

## 일정
모든 시간은 한국 표준시 (UTC+9) 기준이다.
| 날짜                   | 시작  | 종목        | 진행순서 |
| ---------------------- | ----- | ----------- | -------- |
| 1998년 9월 27일 화요일 | 10:30 | 오픈 라운드 | 90m      |
| 1998년 9월 27일 화요일 | 14:30 | 오픈 라운드 | 70m      |
| 1998년 9월 28일 수요일 | 10:30 | 오픈 라운드 | 50m      |
| 1998년 9월 28일 수요일 | 14:30 | 오픈 라운드 | 30m      |
| 2016년 10월 1일 토요일 | 10:30 | 남자 단체전 | 준결승   |
| 2016년 10월 1일 토요일 | 14:30 | 남자 단체전 | 결승     |

## 결과
| 최종순위 | 국가           | 선수                                                    | 오픈 라운드 | 순위 | 준결승 | 순위 | 결승 |
| -------- | -------------- | ------------------------------------------------------- | ----------- | ---- | ------ | ---- | ---- |
| 1        | 대한민국       | 박성수 전인수 이한섭                                    | 3862        | 1    | 960    | 6    | 986  |
| 2        | 미국           | 제이 바스 리처드 매키니 대럴 페이스                     | 3839        | 2    | 992    | 1    | 972  |
| 3        | 영국           | 스티븐 핼러드 리처드 프리스트먼 리로이 왓슨             | 3733        | 8    | 965    | 4    | 968  |
| 4        | 핀란드         | 이스모 팔크 토미 포이콜라이넨 펜티 빅스트룀             | 3797        | 4    | 960    | 7    | 956  |
| 5        | 소련           | 콘스탄틴 시콜니 블라디미르 예셰예프 유리 레온티예프     | 3799        | 3    | 976    | 2    | 949  |
| 6        | 일본           | 후루하시 데루지 마쓰시타 다카요시 야마모토 히로시       | 3766        | 5    | 958    | 8    | 948  |
| 7        | 중화 타이베이  | 추빙쿤 후페이원 옌만쑹                                  | 3693        | 11   | 968    | 3    | 937  |
| 8        | 스웨덴         | 예르트 비에렌달 예란 비에렌달 마츠 노르들란데르         | 3759        | 6    | 964    | 5    | 92 5 |
| 9        | 이탈리아       | 일라리오 디 부오 잔카를로 페라리 안드레아 파렌티        | 3733        | 7    | 957    | 9    | –    |
| 10       | 프랑스         | 클로드 플랑클레 올리비에 에크 티에리 브낭               | 3691        | 12   | 948    | 10   | –    |
| 11       | 덴마크         | 닐스 가멜고르 얀 야콥센 헨리크 크로만 토프트            | 3714        | 9    | 938    | 11   | –    |
| 12       | 멕시코         | 호세 안촌도 오마르 부스타니 아돌포 곤살레스             | 3695        | 10   | 917    | 12   | –    |
| 13       | 오스트레일리아 | 크리스토퍼 블레이크 사이먼 페어웨더 로드니 와그너       | 3688        | 13   | –      | –    | –    |
| 14       | 튀르키예       | 이제트 아브즈 베다트 에르바이 케렘 에르쉬               | 3686        | 14   | –      | –    | –    |
| 15       | 벨기에         | 파트릭 더 코닝 프란시스 노텐봄 파울 페르메이런          | 3684        | 15   | –      | –    | –    |
| 16       | 캐나다         | 데니스 캐뉴얼 다니엘 데누아예 존 맥도널드               | 3679        | 16   | –      | –    | –    |
| 17       | 스페인         | 후안 올가도 마누엘 히메네스 안토니오 바스케스           | 3664        | 17   | –      | –    | –    |
| 18       | 서독           | 만프레트 바르트 데틀레프 칼레르트 베른하르트 슐코프스키 | 3659        | 18   | –      | –    | –    |
| 19       | 중화인민공화국 | 둬지추윈 리앙치우중 루광                                | 3644        | 19   | –      | –    | –    |
| 20       | 인도           | 림바 람 샴 랄 미나 산지브 싱                            | 3615        | 20   | –      | –    | –    |
| 21       | 짐바브웨       | 폴 뱀버 앨런 브라이언트 렉스 타                         | 3438        | 21   | –      | –    | –    |
| 22       | 부탄           | 틴리 도르지 지그메 체링 페마 체링                       | 3338        | 22   | –      | –    | –    |

## 메달리스트
| 종목      | 금                                        | 은                                                   | 동                                                             |
| --------- | ----------------------------------------- | ---------------------------------------------------- | -------------------------------------------------------------- |
| 남자 단체 | 대한민국 (KOR) · 박성수 · 전인수 · 이한섭 | 미국 (USA) · 제이 바스 · 리처드 매키니 · 대럴 페이스 | 영국 (GBR) · 스티븐 핼러드 · 리처드 프라이스트먼 · 리로이 왓슨 |